# United States Merchant Marine Academy

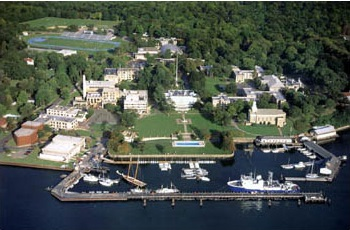
Luftaufnahme der USMMA

Die United States Merchant Marine Academy (USMMA) ist eine Militärakademie der Vereinigten Staaten in Kings Point im US-Bundesstaat New York. Sie wird durch die United States Maritime Administration des Verkehrsministeriums der Vereinigten Staaten verwaltet. Als eine der fünf service academies der Vereinigten Staaten dient die USMMA zur Offiziersausbildung. Durch ihren Ausbildungsantritt verpflichten sich die Midshipmen wahlweise dazu, nach ihrem Studium entweder fünf Jahre in der US-Marineindustrie zu arbeiten und acht Jahre für die Reserve einer Teilstreitkraft der US-Streitkräfte, meist die United States Navy Reserve, zur Verfügung zu stehen oder fünf Jahre aktiv in einer Teilstreitkraft der Vereinigten Staaten zu dienen.
Im Gegensatz zu den anderen service academies der USA (USMA, USNA, USAFA und USCGA) untersteht die USMMA nicht den Streitkräften der Vereinigten Staaten und ist damit nicht direkt Teil des Militärs. Trotz dieser Sonderstellung unter den Militärakademien ist die USMMA die einzige service academy, der zu Ehren der gefallenen Midshipmen im Zweiten Weltkrieg eine Truppenfahne verliehen wurde. Der Gründungsgedanke der Akademie lag in der Stärkung der US-Handelsmarine, um in Kriegszeiten einen zuverlässigen Fluss von Nachschub zu gewährleisten. Franklin D. Roosevelt zog bei der Einweihung der Akademie 1943 den Vergleich: „die Akademie dient der Handelsmarine, wie West Point der Armee dient und Annapolis der Marine“. In der Vergangenheit wurde mehrmals über die Sinnhaftigkeit einer speziellen staatlichen Akademie für die Offiziersausbildung der Handelsmarine diskutiert. Die Akademie wurde hierbei unter anderem als Bildungseinrichtung aus einem vergangenen Zeitalter tituliert, in welchem sich die USA heute nicht mehr befänden.
Die angebotenen Studiengänge der USMMA umfassen hauptsächlich Ingenieurwissenschaften mit Marinebezug, wie beispielsweise Marine-Ingenieurwesen und Werftmanagement.

## Bekannte Absolventen
- Lane Kirkland, 1942, Gewerkschaftsfunktionär
- John Diebold, 1946, Computervisionär und Unternehmer
- Elliot See, 1949, Astronaut
- George Oster, 1961, Biophysiker
- Robert Kiyosaki, 1969, Autor von Selbsthilfebüchern
- Morgan Reeser, 1984, Segelsportler
- Mark Edward Kelly, 1986, Astronaut und Politiker der Demokratischen Partei
- Sean Marshall, 1987, Schauspieler